# Ebstein-Anomalie
Bei der Ebstein-Anomalie (auch Morbus Ebstein, nach Wilhelm Ebstein) handelt es sich um eine sehr seltene angeborene Fehlbildung des Herzens. Das septale und häufig auch das posteriore Segel der  Trikuspidalklappe (zwischen rechtem Herzvorhof und rechtem Ventrikel = Herzkammer) sind zur Herzspitze hin verlagert und die Klappensegel sind missgestaltet (hypoplastisch und dadurch eine Trikuspidalklappeninsuffizienz bewirkend). Sie zeigen große Unterschiede in der Struktur. Der Klappenring ist nicht verschoben. Durch die tiefe Lage der Klappen ist die Herzkammer, die den Lungenkreislauf bedient, verkleinert und der Herzvorhof vergrößert. Meist besteht zusätzlich eine offene Verbindung auf Vorhofebene in Form eines Atriumseptumdefektes (ASD) oder eines offenen Foramen ovale.

## Auswirkungen
Durch die Klappenfehlbildung kommt es zu einem unvollständigen Klappenschluss (Trikuspidalinsuffizienz) mit einem Blutrückfluss in den rechten Vorhof. Dieses Blut fehlt zum einen im Lungenkreislauf und belastet andererseits volumenmäßig sowohl den Vorhof als auch den Ventrikel. In der Folge kommt es zu einer Vergrößerung des rechten Herzens und zu einer Einschränkung der Herzfunktion (Rechtsherzinsuffizienz). Bei gleichzeitig bestehendem ASD strömt sauerstoffarmes Blut in den linken Vorhof und führt zur Zyanose.
Herzrhythmusstörungen können als Komplikation auftreten, sind manchmal aber auch  angeboren (Wolff-Parkinson-White-Syndrom).

## Klinik
Die klinischen Zeichen der Rechtsherzschwäche sind abhängig von dem Schweregrad der Klappenfehlbildung, der Funktion des rechten Ventrikels, der Größe des ASD und den häufig auftretenden Herzrhythmusstörungen. Die Kinder sind kurzatmig, leiden unter einer Trinkschwäche und Gedeihstörungen. Es können Ödeme, eine Leberschwellung und ein Aszites auftreten.

## Diagnostik
Zur Diagnostik verwendet man zunächst die Echokardiografie und ein Elektrokardiogramm (EKG) zur Feststellung der Rechtsherzbelastung. Zur weiteren Diagnostik wird häufig eine Herzkatheteruntersuchung durchgeführt.

## Ursachen
Die genauen Ursachen der Anomalie sind noch unklar, beispielsweise nahm man lange Zeit an, dass eine Einnahme von Lithium-Präparaten während der Schwangerschaft ein erhöhtes Risiko für den Fötus bedeutet. Neuere Analysen konnten diesen Zusammenhang aber nicht mehr eindeutig bestätigen.

## Therapie
Eine medikamentöse Therapie steht im Vordergrund der Behandlung. Bei Fortschreiten der Krankheitszeichen wird die Trikuspidalklappe unter Einsatz der Herz-Lungen-Maschine so korrigiert, dass eine funktionsfähige Trikuspidalklappe entsteht. In manchen Fällen muss einem Patienten eine künstliche Herzklappe oder ein Homograft (menschliche Spenderklappe) eingesetzt werden. Zeitpunkt und Ausmaß der Operation wird für jeden Patienten individuell festgelegt, in sehr seltenen Fällen ist auch schon eine Operation im Neugeborenenalter notwendig.
Auf eine sorgfältige Endokarditisprophylaxe ist lebenslang zu achten.